# Winterbach (Bajorország)
Winterbach település Németországban, azon belül Bajorországban. Lakosainak száma 768 fő (2023. december 31.).

## Népesség
A település népessége az elmúlt években az alábbi módon változott:
| Lakosok száma | 778  | 653  | 826  | 770  | 755  | 759  | 751  | 734  | 745  | 768  |
|               | 1970 | 1987 | 2010 | 2012 | 2013 | 2015 | 2016 | 2019 | 2021 | 2023 |